# Красная цилиндрическая змея
Кра́сная цилиндри́ческая змея́ (лат. Cylindrophis ruffus) — неядовитая змея семейства цилиндрических.

## Среда обитания
Обитает в очень влажной почве, предпочитает возделываемые земли, чаще всего заболоченные рисовые поля. Распространена в Юго-Восточной Азии и на Больших Зондских островах.

## Поведение
Когда испугана, прижимает голову к земле, сильно уплощает туловище и хвост, разводя в стороны ребра, и поднимает задний конец тела. При этом изогнув его и повернув к противнику ярко-красный испод хвоста. В одних случаях хвост просто поднят и слегка изогнут, а в иных — закручен в несколько колец и поднят вверх в виде кораллово-красного круга. Этим приемом внимание хищника отвлекается от наиболее важной и уязвимой части тела — головы.

## Питание
Питается беспозвоночными, червяками, слепозмейками и другими змеями, причем, зачастую размерами больше собственных. Единственное ограничение - толщина добычи всегда должна быть очень небольшой. Причиной такого ограничения является то, что рот змеи практически нерастяжим.

## Размножение
Живородящие. Размер выводка 2-10 детенышей.

## Размеры
Новорождённые имеют при рождении длину около 20 см. Длина взрослой особи до 78 см.

## Классификация
В составе вида выделяли два подвида Cylindrophis ruffus burmanus Smith, 1943 и Cylindrophis ruffus ruffus Laurenti, 1768. В 2015 году подвид признан самостоятельным видом Cylindrophis burmanus. В Сингапуре в 2015 году описан вид Cylindrophis mirzae, однако уже в 2016 году он признан синонимом Cylindrophis ruffus.